# 黃淑儀
黃淑儀（1949年10月10日—），女，香港演員及烹飪專家，她於1970年代已是炙手可熱的女藝人以及曾在無綫電視主演多套電視劇如《夢斷情天》、《星河》、《大江東去》、《書劍恩仇錄》等，後來移居加拿大溫哥華。曾為無綫電視基本藝人合約女演員和是前無綫電視監製潘嘉德的常用演員。她以往隨1970年代《珍饈百味》的主持人譚國梅學習烹飪，自此愈來愈對此方面感興趣。

## 背景
黃淑儀祖籍廣東開平，在廣州出生，完成小學三年級後，即八歲隨父母親從廣州市越秀區海珠北路倉前新街移居香港衛民村。父親是一名擁有自家化學工廠的化學工程師，母親則是一名車衣工人。她有一姊二弟，於中國內地生活時期是中國少年先鋒隊的隊長。在香港曾就讀荔枝角衛民學校，因香港中學會考成績差，肄業於寶血女子中學。求學時以中文科成績為佳，但英文科成績較差。另一方面是校內田徑運動健兒。後來其任職旅行社的母親把黃送到日本神戶升學。未幾只在當地度過了一個暑假便因為日本監護人一方的兒子想與她訂婚而放棄升學計劃，並回港居住。於是黃淑儀陪同學報讀1967年麗的映聲第二期藝員訓練班。結果基於身高，加上有名額出缺而被簡而清錄取為學員。入讀期間一度決定到日本東京進修。最終在訓練班導師宗維賡挽留下，繼續修讀藝員課程。
1968年，黃淑儀畢業於麗的映聲第二期藝員訓練班後簽約為旗下藝員。當時她的同學有李司棋、黃韻詩、盧大偉、謝月美及梁小玲等人。而受訓期間，當了三個月學員的她已被綦湘棠賞識，安排到配音組工作。同期在新聞部報告天氣，與「麗的三花」梁舜燕、黎婉玲、龐碧雲同為新聞主播。然而因一次「泳裝派對事件」（實際上原來是去參觀戰艦）而被上司，即麗的中文台總監鍾啟文指不服從公司，被公司解僱。其時黃只誤以為參加船上派對，所以身穿錯誤衣著出席有關場合。本來她知道自己穿搭失誤才先讓其他到埗同行人員上船，卻被鍾氏指責她不合作，且不讓工作人員拍照。最後導致被麗的當場解僱一事發生。
事件過了一段時間後，黃淑儀獲簡而清（為了黃被無理解僱一事而主動辭職）引薦，接受鍾景輝邀請演出無綫電視第一齣長篇電視劇《夢斷情天》，自此成為無綫電視的當家花旦。同期也參演香港電台的《獅子山下》。直到1973年拍攝電視劇《大江東去》時，與監製梁天因誤會產生不和，毅然離開無綫電視重返麗的電視。至1975年重返無綫電視，拍攝了不少著名的電視劇如《書劍恩仇錄》、《大報復》、《倚天屠龍記》、《抉擇》和《紅顏》等。其後黃淑儀於1983年移居加拿大溫哥華。1985年起為加拿大中文電視台，主持《Gigi天地》，為時十年。1986年曾客串了电影《秋天的童话》。1995年，黃淑儀回港後重返亞視（原麗的電視）演出了亞洲電視的電視劇《飄零燕》。至1999年再度重返無綫電視拍攝電視劇《廟街·媽·兄弟》，並於2002年拍畢《流金歲月》，2003年後又再度淡出娛樂圈。當時潘嘉德在加拿大觀看黃於舞台劇《花心大丈夫》的演出，不久便邀請黃參演《廟街·媽·兄弟》。
2005年，黃淑儀再次復出，為無綫主持飲食節目《吾湯吾水》。節目大受歡迎，《吾湯吾水》共製作3輯。黃淑儀繼續為無綫主持一連串烹飪飲食節目，包括《絕世好麵》 、《住家廚神》和《吾淑吾食》等。
她亦參演無綫電視劇集，主要演出監製潘嘉德的劇集，包括《巴不得...》系列、《On Call 36小時》系列、《三個女人一個「因」》等。
2019年1月，黃淑儀與無綫結束合約，原本與無綫合作的《吾淑吾食－多倫多篇》擱置。2019年播出的劇集《好日子》是其最後一套參演的無綫劇集。
黃淑儀過檔為ViuTV拍攝飲食節目《Cooking GiGi台灣篇》，在2019年7月8日首播。
同年年尾半月板撕裂病情惡化，需要進行全膝人工關節置換手術。

## 家庭生活
黃淑儀有兩段婚姻， 第一任丈夫是劉芳剛，誕下一女一子劉德藍和劉德政。但婚姻僅維持八年便結束。1981年，她與醫生徐景清再婚，再誕兩子肇麟和肇平，後來兩夫婦移民加拿大。

## 演出作品

### 電視劇（無綫電視）
| 首播          | 劇名                  | 角色                          |
| 1968年-1969年 | 夢斷情天              | 高瑞芬                        |
| 1969年        | 太平山下 - 歡樂聖誕   |                               |
| 1969年        | 錄音機情殺案          |                               |
| 1969年        | 法網難逃              |                               |
| 1970年        | 癮君子                |                               |
| 1971年        | 家                    |                               |
| 1972年        | 文天祥                |                               |
| 1972年        | 殺妻記                |                               |
| 1972年        | 斗室                  |                               |
| 1972年        | 星河                  |                               |
| 1972年        | 琉璃世界              |                               |
| 1972年        | 萬世師表              | 綺華                          |
| 1973年        | 大江東去              | 白素英                        |
| 1975年        | 良友世界              |                               |
| 1976年        | 少年十五二十時        | 韋老師                        |
| 1976年        | 三年零八個月          | 楊海倫                        |
| 1976年        | 民間傳奇 - 碧血楊洲   |                               |
| 1976年        | 書劍恩仇錄            | 李沅芷                        |
| 1976年        | 畸人列傳              |                               |
| 1976年        | 世界名劇選 - 日安憂鬰 |                               |
| 1976年        | 世界名劇選 - 彌       |                               |
| 1976年-1977年 | 狂潮                  | 李韶如                        |
| 1977年        | 大報復                | 梅秀娣                        |
| 1977年        | 淡入淡出 - 優靈       |                               |
| 1977年        | CID - 棄嬰            |                               |
| 1978年        | 星期日首映：孤影      |                               |
| 1978年        | 星期日首映：霧水冤家  |                               |
| 1978年        | 倚天屠龍記            | 殷素素                        |
| 1978年        | 第三類房客            | 童蔣兒                        |
| 1978年        | 蕭十一郎              | 風四娘                        |
| 1979年        | 吾家十八口            |                               |
| 1979年        | 抉擇                  | 郭若珊                        |
| 1980年        | 上海灘續集            | 朱燕燕                        |
| 1980年        | 雙葉蝴蝶              | Stella Lo                     |
| 1981年        | 紅顏                  | 刑楓                          |
| 1982年        | 將軍抽車              |                               |
| 2000年        | 廟街·媽·兄弟          | 陳鳳英                        |
| 2001年        | 錦繡良緣              | 上官丹鳳                      |
| 2002年        | 流金歲月              | 丁申如寶（Ebel）              |
| 2006年        | 肥田囍事              | 呂秀蘭                        |
| 2007年        | 歲月風雲              | 許湛恩                        |
| 2009年        | 王老虎搶親            | 王劉並蒂                      |
| 2009年        | 巴不得爸爸...         | 譚蘭青（肥婆蘭）              |
| 2011年        | 不速之約              | 江宋楚喬（宋醫師）            |
| 2011年        | 萬凰之王              | 鈕祜祿·扎拉芬（皇太后）       |
| 2012年        | On Call 36小時        | 張黃笑鶯（笑姐）              |
| 2012年        | 巴不得媽媽...         | 莊繆星河（Miu姐）             |
| 2013年        | On Call 36小時II      | 張黃笑鶯（笑姐）              |
| 2014年        | 醋娘子                | 曹曹閉月（曹曹閉）            |
| 2015年        | 拆局專家              | 朱鳳儀（朱師傅）              |
| 2018年        | 三個女人一個「因」    | 方華綺思（Easy、Auntie Easy） |
| 2019年        | 婚姻合伙人            | 郎徐千（千姐）                |
| 2019年        | 好日子                | 齊蔡如玉（章嫂）              |

### 電視劇（麗的電視／亞洲電視）
| 首播   | 劇名         | 角色           |
| 1974年 | 一家六口     |                |
| 1974年 | 春閨怨       |                |
| 1974年 | 星星月亮太陽 |                |
| 1974年 | 碧血恩仇     |                |
| 1974年 | 網           |                |
| 1975年 | 母親         | 方海珊         |
| 1975年 | 聊齋之翩翩   |                |
| 1975年 | 黃淑儀劇場   |                |
| 1996年 | 飄零燕       | 鄧燕勤／湯秀瓊 |

### 電視劇（其他）
| 首播                                       | 劇名                 | 角色                   |
| 1972年                                     | 獅子山下             | 李潔心（主角德叔媳婦） |
| 1978年                                     | 獅子山下：路         |                        |
| 1980年                                     | 屋簷下：阿輝         |                        |
| 1984年-1985年                              | 香江歲月             | 顧敏                   |
| 1984年                                     | 溫馨集               |                        |
| 1992年                                     | 性本善：家在溫哥華   |                        |
| 2006年                                     | 獅子山下：青春小鳥   |                        |
|                                            | 生命天使（福音劇集） |                        |
| Guess Who's Coming To Yum Cha?（英語劇集） |                      |                        |

### 節目主持（無綫電視）
- 1970年：業餘天才表演比賽
- 1980年：K-100
- 1980年-1983年：歡樂今宵
- 1980年：保良局慈善演唱會
- 1980年：歡樂滿東華1980
- 1981年：滿堂紅
- 1981年：群星獻技賀台慶
- 1981年：歡樂滿東華1981
- 1982年：勝者為王
- 1982年：生力啤香港競飲大賽1982
- 1982年：龍鳳呈祥賀台慶
- 2000年：星光燦爛仁愛堂
- 2005年-2007年：吾湯吾水（共3輯）
- 2009年：霎時感動 第80集、第93集及第116集
- 2010年：絕世好麵
- 2010年：名人廚房 第5集
- 2011年-2012年 ：住家廚神
- 2013年-2014年 ：吾淑吾食第一輯
- 2015年 ：吾淑吾食第二輯
- 2015年 ：我係小廚神2（嘉賓主持）
- 2016年 ：儀煮賀年菜
- 2016年 ：你健康嗎？第二輯
- 2017年 ：吾淑吾食澳洲篇
- 2017年 ：吾淑吾食新加坡篇
- 2017年 ：我是小廚神-新加坡篇（嘉賓主持,TVB8首播）
- 2018年 ：吾淑吾食溫哥華篇

### 節目主持（myTV SUPER）
- 2019年：Gi味俱全
- 2020年：Gi味俱全（第二季）
- 2021年：Gi味俱全（第三季）

### 節目主持（ViuTV）
- 2019年：Cooking Gigi 台灣篇

### 節目主持（麗的電視）
- 1974年-1975年：百花齊放
- 1975年：桃李爭輝

### 節目主持（香港電台電視部）
- 1984年：歌舞話天倫

### 話劇演出
- 王子復仇記
- 1973年：72家房客
- 1973年：72家房客（保良局話劇義演）
- 1979年：香港藝術節節目 楊乃武與小白菜
- 1980年：興王府（於加拿大演出）
- 1985年：吾妻正斗
- 2001年：嬉春酒店（於加拿大演出）
- 2022年：伴我同行

### 電影演出
- 1969年：聰明太太笨丈夫 （客串）
- 1972年：珮詩
- 1974年：早熟
- 1975年：十三不搭
- 1977年：賣命邊緣
- 1979年：冤家
- 1980年：救世者
- 1980年：鹹魚番生
- 1981年：千王鬥千后
- 1982年：薄荷咖啡
- 1982年：神鵰俠侶 飾 黃蓉
- 1984年：三十處男
- 1984年：似水流年（為斯琴高娃配音）
- 1985年：歌舞昇平
- 1987年：秋天的童話
- 1996年：雷雨
- 2005年：再說一次我愛你
- 2013年：媽媽，我愛您 飾 陳太

### 電台節目
| 年份          | 節目     | 性質            | 電台                 |
| 1994年-2004年 | 芝芝天地 | 主持            | 加拿大中文電台AM1470 |
| 2016年        | 越界傾情 | 嘉賓（4月24日） | 香港數碼電台 旗艦台  |

### 廣告
| 年份    | 廣告                                | 傭註                                                                   |
| 1974年  | 香港家庭計劃指導會                  | 與前夫劉芳剛、女兒劉德藍和兒子劉德政一同演出，宣傳「兩個就夠哂數」信息 |
| 1979年  | 北京同仁堂碧玉珠                    | 與鄧碧雲一同演出                                                       |
| 1979年  | 采絲洗髮水                          |                                                                        |
|         | 佳能保鮮紙                          |                                                                        |
| 197x年  | 保鮮萬用袋                          |                                                                        |
| 1982年  | 英皇鐘錶珠寶 （页面存档备份，存于） | 何守信、謝賢、狄波拉、鄧碧雲                                           |
| 2009年~ | 家樂牌濃湯寶                        |                                                                        |
| 2012年~ | Scott衛生紙                         |                                                                        |
| 2013年~ | 澳洲康道靈芝                        |                                                                        |
| 2015年~ | 樂道三七植物膠囊                    |                                                                        |
| 2015年~ | 綠領行動                            |                                                                        |
| 2015年~ | 小寧波湯圓                          |                                                                        |
| 2017年~ | TME 友余紫砂系列                    |                                                                        |

## 外部連結
- Yahoo! BLOG - 黃淑儀 （页面存档备份，存于）
- 香港書城 - 吾湯吾水（黃淑儀） （页面存档备份，存于）
- 2008年資訊節目光影流情II - 北京同仁堂碧玉珠廣告片段
- 黃淑儀親身介紹TME 友余手工紫砂產品片段